# Edward Marczewski
Edward Marczewski (Varsóvia, 15 de novembro de 1907 — Wrocław, 17 de outubro de 1976) foi um matemático polonês. Até 1940 seu sobrenome foi Szpilrajn.
Marczewski foi membro da Escola de Matemática de Varsóvia. Sua vida e trabalho após a Segunda Guerra Mundial foi conectada a Wrocław.
Suas principais áreas de interesse foram teoria da medida, teoria descritiva de conjuntos, topologia geral, teoria das probabilidades e álgebra universal. Também publicou artigos sobre análise real e complexa, matemática aplicada e lógica matemática.
Marczewski provou que a dimensão topológica, para espaços separáveis metrizáveis arbitrários X, coincide com a dimensão de Hausdorff sob uma das métricas em X que induzem a dada topologia de X (enquanto de outra forma a dimensão de Hausdorff é sempre maior ou igual à dimensão topológica). Este é um teoremna fundamental da teoria dos fractais. (Algumas contribuições a este desenvolvimento também foram obra de Samuel Eilenberg, ver Witold Hurewicz e Henry Wallman, Dimension Theory, 1941, Capítulo VII.)